# Прісяка (Димбовіца)
Прісяка (рум. Priseaca) — село у повіті Димбовіца в Румунії. Адміністративно підпорядковане місту Тирговіште.
Село розташоване на відстані 77 км на північний захід від Бухареста, 4 км на захід від Тирговіште, 142 км на північний схід від Крайови, 82 км на південь від Брашова.

## Населення
За даними перепису населення 2002 року у селі проживали 886 осіб, з них 881 особа (99,4%) румунів. Рідною мовою 885 осіб (99,9%) назвали румунську.